# Saison 1982-1983 du SC Abbeville
 (avril 2020).
Si vous disposez d'ouvrages ou d'articles de référence ou si vous connaissez des sites web de qualité traitant du thème abordé ici, merci de compléter l'article en donnant les références utiles à sa vérifiabilité et en les liant à la section « Notes et références ».
Maillots
Chronologie
Saison précédente Saison suivante
La saison 1982-1983 du SC Abbeville est la troisième saison de ce club de football samarien en deuxième division du championnat de France, après son maintien de justesse l'année précédente.
Pierre Garcia entraîne le club lors de cette saison. Il est entraîneur du club depuis juillet 1982 et le départ de Robert Tyrakowski. Il compte sur des joueurs présents depuis plusieurs années, tels Michel Gomel, natif d'Abbeville ou le gardien Jean Opila, présent depuis 1966, mais aussi Laurent Labarthe et Alain Bienaimé. Les recrues Zbigniew Seweryn et Ibrahima Ba occupent également un rôle central dans l'équipe abbevilloise.

## Avant-saison

### Transferts

#### Mercato d'été
| Joueur              | P.  | Club                       | Transfert           |
| ------------------- | --- | -------------------------- | ------------------- |
| Arrivées            |     |                            |                     |
| Ibrahima Ba Eusebio | D   | Le Havre AC (D2)           | Transfert           |
| Pierre Garcia       | Ent | Stade rennais FC (D2)      | Transfert           |
| Bernard Lama        | G   | LOSC Lille (D1)            | Prêt                |
| Zbigniew Milewski   | D   | Perpignan FC (D2)          | Transfert           |
| Laurent Roger       | D   | Formé au club              | Premier contrat pro |
| Laurent Sauval      | D   | Formé au club              | Premier contrat pro |
| Pascal Schall       | A   | US Valenciennes-Anzin (D1) | Transfert           |
| Zbigniew Seweryn    | M   | Angers SCO (D2)            | Transfert           |
| Roland Ursprung     | G   |                            | Premier contrat pro |

| Joueur                | P.  | Club                             | Transfert      |
| --------------------- | --- | -------------------------------- | -------------- |
| Départs               |     |                                  |                |
| Marcel Campagnac      | A   | LB Châteauroux (D2)              | Transfert      |
| Emmanuel Cozette      | M   |                                  | Retraite       |
| Laurent Glachant      | G   | US Saint-Omer (D3)               | Transfert      |
| Bruno Knockaert       | A   | Le Touquet AC (D3)               | Transfert      |
| Jean-Pierre Outrequin | A   | SEP Blangy-sur-Bresle (L)        | Fin de contrat |
| Jean-Paul Sobecki     | D   |                                  | Fin de contrat |
| Robert Tyrakowski     | Ent | AC Longpré-les-Corps-Saints (DH) | Fin de contrat |

## Matchs officiels de la saison
Le tableau ci-dessous retrace dans l'ordre chronologique les 39 rencontres officielles jouées par le SC Abbeville durant la saison. Le club abbevillois a participé aux 34 journées du championnat ainsi qu'à quatre tours (5 matchs) de Coupe de France.
À la fin la saison, Abbeville a remporté 19 matchs, en a perdu 15 et a fait 5 matchs nuls.

## Affluences
Affluence du SC Abbeville à domicile

## Équipe réserve
L'équipe réserve du SC Abbeville sert de tremplin vers le groupe professionnel pour les jeunes du centre de formation mais permet également à certains joueurs non alignés avec l'équipe professionnelle d'avoir du temps de jeu. L'équipe réserve est également utilisée fréquemment par des professionnels en phase de reprise à la suite d'une blessure. Pour cette saison, l'équipe B d'Abbeville évolue en Division Honneur Picardie (5è Division nationale).